# Углярци
Углярци е село в Западна България. То се намира в община Радомир, област Перник.

## Културни и природни забележителности
Над селото се намира връх Колош и наблизо до него – местността „Янкьовец“, обявена през октомври 1974 г. за природна забележителност. В нея има гора от вековни 120-годишни дъбове дървета и ловна хижа, стопанисвана от ловната дружинка на селото. Край селото има естествени находища на див божур.